# Linderødsåsen
Linderødsåsen (svensk: Linderödsåsen) er en grundfjeldshorst og den største af de skånske åse. Horsten er dannet som konsekvens af kollisionen mellem paleokontinenterne Baltika og Avalonia i Tornquistzonen for omkring 100 millioner år siden. På åsen ligger nationalparken Stenshuvud.
Åsen er 15 - 30 km bred og omkring 60 km lang. Den strækker sig fra lidt nord for Höör i sydøstlig retning til Hanöbugten, hvor åsen slutter i en stejl skrænt, Stenshuvud, mod havet. Åsens højest beliggende  trogonometriske punkt er Hallabjär på 194,6 moh. cirka 2 km nord for Agusa, men i området mellem byerne Önneköp og Huaröd når åsen højder på omkring 205 meter. De sydvestlige skråninger er blødt skånende, mens de nordøstlige skråninger har stejle forkastningsskrænter med mange erosionsdale. På skåningerne findes bøge- og egeskove mens der på toppen af åsen er stenet mager jord med moser, lyngheder og granskove.